# Восточный (Кемеровская область)
Восточный — посёлок в Новокузнецком районе Кемеровской области. Входит в состав Красулинского сельского поселения.

## География
Центральная часть населённого пункта расположена на высоте 324,8 метров над уровнем моря.

## Население
По данным Всероссийской переписи населения 2010 года, в посёлке Восточный проживает 69 человек (32 мужчины, 37 женщин).